# Vidocq (film, 2001)
Pour les articles homonymes, voir Vidocq (homonymie).
Pour plus de détails, voir Fiche technique et Distribution.
Vidocq est un film français réalisé par Pitof, tourné en 2000 et sorti en 2001.
Le film se déroule à Paris en 1830. Alors qu'il était sur le point d'appréhender un individu se faisant appeler « l'Alchimiste », le détective Eugène-François Vidocq disparaît dans le puits en flammes d'une soufflerie de verre. Un jeune journaliste de province, Étienne Boisset, reprend les investigations de Vidocq. Il découvre alors que ce dernier enquêtait sur un triple meurtre.

## Synopsis
À Paris, en 1830, le détective Eugène-François Vidocq traque un mystérieux homme revêtu d'un masque miroir doré, surnommé l'Alchimiste. Celui-ci attire Vidocq dans une salle de fournaise d'une verrerie où, après une lutte intense, il le pousse dans le puits du four brûlant. Vidocq, suspendu au rebord, demande à l'Alchimiste de lui montrer son visage. Celui-ci s'exécute, et Vidocq, résigné, se laisse tomber dans le feu.
Le journaliste Étienne Boisset cherche à écrire la biographie de Vidocq. Pour ce faire, il se rend chez René Nimier, collègue de Vidocq, et lui demande son aide, affirmant vouloir retrouver le meurtrier de Vidocq. De son côté, Lautrennes, chef de la police parisienne, avait demandé à Vidocq et Nimier d’enquêter sur la mort suspecte de Belmont et Veraldi, propriétaires d’une usine de canons. Lautrennes craignait que ces décès ne soient liés à une tentative de saper la puissance militaire de la France, dans un contexte politique déjà fragile. Belmont et Veraldi avaient été frappés par la foudre, mais Vidocq et Nimier avaient découvert une substance inflammable sur les vêtements d’un ouvrier de l’usine. Un domestique avait avoué avoir reçu de l'argent pour ne pas nettoyer les vestes des victimes. Les enquêteurs avaient ensuite trouvé des épingles métalliques dans les chapeaux des hommes, expliquant comment la foudre avait été attirée vers eux.
Lautrennes ordonne à l'inspecteur Tauzet de se pencher sur la mort de Vidocq. Pendant ce temps, Boisset s'introduit dans le bureau de Nimier et met la main sur les fameuses épingles. Ses recherches le mènent à Preah, une danseuse et amante de Vidocq, qui avait également reçu une lettre accompagnée d'argent, lui demandant d'insérer les épingles dans les chapeaux. Cette lettre mentionnait une troisième cible : Ernest Lafitte, directeur d'un orphelinat. Vidocq parvint à le sauver de la foudre, mais l'homme succomba aussitôt d'une crise cardiaque. Vidocq avait alors poursuivi l'Alchimiste, dont les capacités semblaient surnaturelles.
L'enquête de Boisset l'amène à rencontrer Sylvia, la gestionnaire du bordel, Froissard, un journaliste enquêtant sur le tueur masqué, et Marine Lafitte, l’épouse d’Ernest. Ces personnes révèlent que Lafitte, Belmont et Veraldi étaient obsédés par l'idée de la jeunesse éternelle. L'Alchimiste leur avait promis un élixir en échange de leur aide pour capturer de jeunes femmes vierges pour ses expériences. Les trois hommes avaient accepté, mais leurs remords les avaient poussés à cesser leur collaboration, ce qui avait conduit l'Alchimiste à les éliminer. Après le départ de Boisset, l'Alchimiste fait irruption, tuant Froissard et Marine. Tauzet, réalisant que l'Alchimiste élimine méthodiquement les témoins, craint que Boisset ne soit la prochaine victime.
Boisset s'introduit dans le repaire de Vidocq pour y récupérer ses notes, mais tombe sur Lautrennes et Tauzet. Lautrennes tente de l’arrêter, mais Boisset réussit à s’échapper. Dans les notes, il découvre que Vidocq avait trouvé un laboratoire où l'Alchimiste utilisait le sang des jeunes vierges pour fabriquer son masque, capable d'accorder la jeunesse éternelle en aspirant les âmes des victimes. Vidocq avait affronté l'Alchimiste et lui avait arraché un fragment du masque avant que ce dernier ne prenne la fuite. La dernière note de Vidocq mentionnait que l'Alchimiste aurait besoin de quelqu’un pour fabriquer le masque, ce qui l’avait mené à la verrerie.
Boisset, accompagné de Nimier et Preah, se rend à la verrerie, guidé par un artisan, suivi de près par Tauzet et Lautrennes. L'artisan finit par révéler qu'il est en réalité Vidocq, ayant survécu à l'attaque en sautant dans une cavité cachée dans le mur du puits, qu'il avait repérée dans le reflet du masque. Il avait simulé sa mort pour tromper l’Alchimiste, sachant que ce dernier chercherait à détruire toutes les preuves et témoins.
Boisset, désormais démasqué, revêt le masque de l'Alchimiste. Nimier tente de l’abattre, mais l'Alchimiste lui retourne magiquement ses balles et le tue. Vidocq poursuit l’Alchimiste dans une salle remplie de miroirs et le force à regarder dans un éclat de verre, libérant les âmes piégées dans le masque. Il l’empale alors avec un morceau de miroir et le précipite dans une rivière. Bien que tous le croient mort, Vidocq reste sceptique, n'ayant pas retrouvé le corps.
Lors des funérailles de Nimier, alors que la cérémonie se termine, le rire de l'Alchimiste résonne au loin, accompagné du scintillement de son masque.

## Fiche technique
Sauf indication contraire, les informations mentionnées dans cette section peuvent être confirmées par la base de données cinématographiques IMDb,  présente dans la section « Liens externes ».
- Titre original et québécois : Vidocq
- Réalisation : Pitof
- Scénario : Pitof et Jean-Christophe Grangé, à la mémoire de Eugène-François Vidocq
- Musique : Bruno Coulais
- Direction artistique : Hervé Gallet
- Décors : Jean Rabasse
- Costumes : Carine Sarfati
- Photographie : Jean-Pierre Sauvaire et Jean-Claude Thibaut
- Son : Brigitte Taillandier, Vincent Arnardi, Laurent Kossayan, Vincent Mauduit
- Montage : Thierry Hoss
- Production : Dominique Farrugia
  - Production déléguée : Olivier Granier
- Sociétés de production[1] : RF2K Productions, en coproduction avec Studiocanal et TF1 Films Production, avec la participation de Canal+ et du CNC
- Sociétés de distribution : UGC Fox Distribution
- Budget : 23,2 millions d’ €[2]
- Pays de production :  France
- Langue originale : français
- Format[3] : couleur - DCP (copies 35mm)- 1,85:1 (Panavision) - son DTS | Dolby Digital
- Genre : policier, action, fantastique
- Durée : 98 minutes
- Dates de sortie[4] :
  - France, Belgique, Québec, Suisse romande : 19 septembre 2001[5],[6],[7]
- Classification[8] :
  - France : tous publics avec avertissement[9]
  - Belgique : tous publics (Alle Leeftijden)[5]
  - Québec : 13 ans et plus - violence (13+ / 13 years and over)[6]
  - Suisse romande : interdit aux moins de 14 ans[10]

## Distribution
- Gérard Depardieu : Eugène-François Vidocq
- Guillaume Canet : Étienne Boisset, biographe de Vidocq
- Inés Sastre : Préah
- André Dussollier : Lautrennes, chef de la police de Paris
- Édith Scob : Sylvia
- Moussa Maaskri : Nimier, un détective violent, ami et associé de Vidocq
- Jean-Pierre Gos : Tauzet
- Isabelle Renauld : Marine Lafitte
- Jean-Pol Dubois : Louis Belmont
- André Penvern : Simon Veraldi
- Gilles Arbona : Ernest Lafitte
- Jean-Marc Thibault : Leviner
- François Chattot : Froissard
- Elsa Kikoïne : La muette
- Fred Ulysse : Le vieux souffleur
- Dominique Zardi : Le souffleur

## Production

### Genèse
Pitof a déclaré s'être inspiré du jeu vidéo Tomb Raider pour la dynamique de la caméra de Vidocq.

### Attribution des rôles
Le personnage de Vidocq devait au départ être interprété par Daniel Auteuil, mais à la suite du report de la production du film, les nouvelles dates l'obligèrent à céder le rôle.

### Tournage
Le tournage s'est déroulé du 15 mai à juillet 2000 à Bordeaux, au Château de Chantilly, au château de Vaux-le-Vicomte, à Pontoise et sur les bords du Grand Morin au château de Pommeuse.
Les acteurs Guillaume Canet et Gérard Depardieu ne se seraient pas entendus sur le tournage,.

### Format vidéo
Vidocq se vante d'être le premier film en France et dans le monde à avoir été entièrement tourné avec une caméra numérique haute-définition à 24 images par seconde (HDW-F900 de Sony), sans pellicule, un an avant le deuxième épisode de la Prélogie de Star Wars,.
Plusieurs publications ont néanmoins contesté ce statut de pionnier dans le tournage numérique. Il est cité ainsi La Vierge des tueurs de Barbet Schroeder sorti un an avant, mais utilisait encore une cadence vidéo de 30 images par seconde, qui donnait lieu à des défauts de fluidité du mouvement perceptibles lors du report sur film standard,,. Certains films du Dogme 95 ont pu être également tournés en numérique, mais il s'agit alors de définition standard à 25 images par seconde en balayage entrelacé d'une qualité beaucoup plus éloignée de celle de la pellicule (format DV).

## Bande originale
Sauf indication contraire ou complémentaire, les informations mentionnées dans cette section proviennent du générique de fin de l'œuvre audiovisuelle présentée ici.
- Hope Vol. 2 par Apocalyptica.
- Symphonie no 29 de Wolfgang Amadeus Mozart de 1774.
- Allegro du Concerto pour mandoline (Vivaldi) d'Antonio Vivaldi.
- Andante du Concerto pour mandoline d'Antonio Vivaldi.
- Doomzday de Zack Tempest.
- Sashahai de Karl Frederik Lundeberg.
- Condemned de Ralv Gielen.
- Night of the Plague de David Hewson.
- Inhumanity de David Hewson.
- Runaway de Clair Marlo (en) et Alexander « Ace » Baker.
- Collision Course d'Anthony Di Lorenzo.
- Declamation de Chris Payne (en).
- Sanctus Christus de Chris Payne.
- Day of Wrath de Fiachra Trench (en).
- Fire Dance de Tony Hung.

## Accueil

### Accueil critique
En France, le site Allociné propose une note moyenne de 3,1⁄5 à partir de l'interprétation de critiques provenant de 19 titres de presse.

## Distinctions
Entre 2001 et 2002, Vidocq a été sélectionné 9 fois dans diverses catégories et a remporté 7 récompenses.

### Récompenses
- Festival international du film de Catalogne de Sitges 2001 :
  - Prix du meilleur film pour Pitof,
  - Prix du meilleur maquillage,
  - Prix de la meilleure bande originale pour Bruno Coulais,
  - Prix des meilleurs effets visuels pour Pitof,
  - Prix Citizen Kane de la meilleure révélation de réalisateur pour Pitof.
- Fantasporto 2002 :
  - Grand prix d’argent du Film Fantastique Européen pour Pitof,
  - Prix international du film fantastique des meilleurs effets spéciaux pour Pascal Giroux.

### Nominations
- Fantasporto 2002 : Meilleur film pour Pitof.
- Festival international du film fantastique de Bruxelles 2002 : Nommé au Grand Prix d'Or du Film Fantastique Européen pour Pitof.